# ألبرت رينز
ألبرت رينز (7 فبراير 1865 بملبورن في أستراليا - 17 يوليو 1947 في أستراليا) (بالإنجليزية: Albert Rains)‏ هو لاعب كريكت نيوزلندي. لعب مع فريق أوتاغو للكريكت ‏.

## وصلات خارجية
- ألبرت رينز على موقع إي آس بي آن كريك إنفو (الإنجليزية)